# Epinephelus miliaris
Epinephelus miliaris és una espècie de peix de la família dels serrànids i de l'ordre dels perciformes.

## Morfologia
Els mascles poden assolir els 43 cm de longitud total.

## Distribució geogràfica
Es troba des de l'Àfrica oriental fins a Samoa i les Illes Ryukyu.